# Kegaon
Kegaon è una suddivisione dell'India, classificata come census town, di 7.924 abitanti, situata nel distretto di Raigad, nello stato federato del Maharashtra. In base al numero di abitanti la città rientra nella classe V (da 5.000 a 9.999 persone).

## Geografia fisica
La città è situata a 18° 53' 25 N e 72° 55' 15 E.

## Società

### Evoluzione demografica
Al censimento del 2001 la popolazione di Kegaon assommava a 7.924 persone, delle quali 4.344 maschi e 3.580 femmine. I bambini di età inferiore o uguale ai sei anni assommavano a 968, dei quali 509 maschi e 459 femmine. Infine, coloro che erano in grado di saper almeno leggere e scrivere erano 6.453, dei quali 3.718 maschi e 2.735 femmine.